# 33202 Davignon
33202 Davignon è un asteroide della fascia principale. Scoperto nel 1998, presenta un'orbita caratterizzata da un semiasse maggiore pari a 2,9298512 UA e da un'eccentricità di 0,0226394, inclinata di 0,73185° rispetto all'eclittica.